# Новый мир

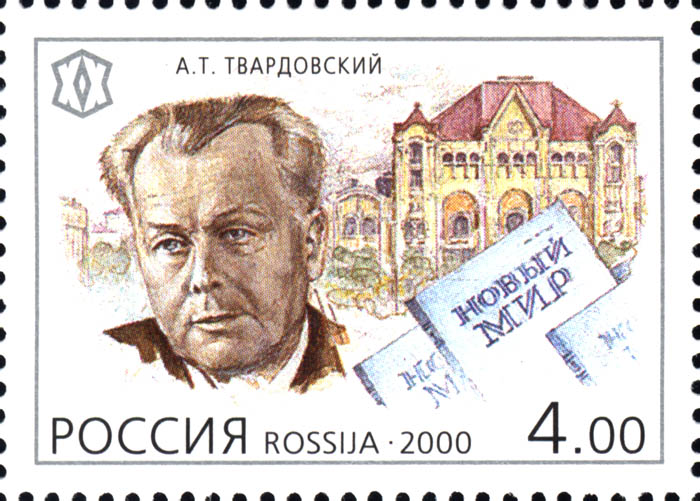
Поштова марка Росії, присвячена Твардовському і «Новому миру»

«Новый мир» (укр. Новий світ) — російський і радянський літературний журнал, один з найстаріших сучасної Росії щомісячних літературно-художніх і громадсько-політичних часописів.

## Історія
Ідея створення журналу належала тодішньому головному редактору «Известий» Юрію Стеклову (Нахамкісу), який запропонував створити на базі видавництва «Известия» щомісячний літературно-художній і громадсько-політичний журнал, що й було здійснено. Журнал почав виходити в 1925 році.
Перший рік щомісячником керували нарком освіти Анатолій Луначарський, який залишався членом редколегії до 1931 року, і Юрій Стєклов.
У 1926 році керівництво журналом було доручено критику В'ячеславу Полонському, який перетворив нове видання в центральний літературний журнал того часу. Полонський керував журналом до 1931 року і вже на початку 1930-х «Новый мир» був визнаний громадськістю головним, основним журналом тодішньої російської радянської літератури.
Після Другої світової війни головним редактором став відомий письменник Костянтин Симонов, який очолював журнал з 1946 до 1950 року, в 1950 році його змінив Олександр Твардовський. Це перше перебування Твардовського на посаді головного редактора було недовгим. У 1954 році він був відсторонений від керівництва, але в 1958 році знову став головним редактором і в історії журналу почався період, нерозривно пов'язаний з його ім'ям. Завдяки Твардовському на сторінках журналу змогла з'явитися невелика повість «Один день Івана Денисовича» рязанського вчителя Олександра Солженіцина, що стала віхою не тільки в літературному, а й політичного життя країни. У 1970 році Твардовський був усунений з поста головного редактора, і незабаром помер.
Після смерті Твардовського до 1986 року «Новый мир» очолювали спочатку Віктор Косолапов, потім Сергій Наровчатов та Володимир Карпов. За заслуги в розвитку радянської літератури журнал нагороджений в 1975 році орденом Трудового Червоного Прапора.
У 1986 році журнал вперше очолив безпартійний письменник — прозаїк Сергій Залигін, при якому тираж журналу піднявся на рекордну висоту в два мільйони сімсот тисяч примірників. Успіх журналу був пов'язаний з публікацією багатьох раніше заборонених в СРСР книг, таких як «Доктор Живаго» Бориса Пастернака, «Котлован» Андрія Платонова, але особливо — творів Олександра Солженіцина «Архіпелаг ГУЛАГ», «В колі першому», «Раковий корпус».
Найгучнішими публікаціями журналу за всю його історію були: «Чорна людина» Сергія Єсеніна (1925); «Не хлібом єдиним» Володимира Дудінцева (1956), «Один день Івана Денисовича» Олександра Солженіцина (1962); «Плаха» Чингіза Айтматова (1986); «Аванси і борги» Миколи Шмельова (1987); «Котлован» Андрія Платонова (1987), «Доктор Живаго» Бориса Пастернака (1988); «Архіпелаг ГУЛАГ» Олександра Солженіцина (1989); «Сонечка» Людмили Улицької (1993); «Кавказький полонений» Володимира Маканіна (1995); «Свобода» Михайла Бутова (1999) та багато інших.
У 1947—1990 роках журнал був органом Спілки письменників СРСР. Але з 1991 року, завдяки новим законодавством про засоби масової інформації, журнал «Новый мир» став справді незалежним виданням, не пов'язаним безпосередньо з жодною з творчих спілок або громадських організацій.
З розвитком перебудови статут редакції змінився, і в якийсь момент Залигін був вже добровільно обраний редакцією головним редактором. Але в 1998 році п'ятирічний термін, на який його обрали, закінчився і Сергій Павлович балотуватися відмовився.
У 1998 році головним редактором журналу був обраний літературний критик Андрій Василевський.

## Сучасність
Сьогодні як всі «товсті» журнали, «Новый мир» змушений виживати у ринковій ситуації. Неможливість існування без спонсорської підтримки, нездатність більшості потенційних читачів купувати порівняно дорогий журнал, неминуче падіння суспільного інтересу — все це змусило до зміни редакційної політики.
Якщо раніше основу журналу становили романи, що публікувалися з продовженням з номера в номер, то сьогодні журнал переорієнтувався на «малі» форми — невелика повість, цикл оповідань.
Нинішній тираж журналу коливається навколо числа близько 7 тисяч.
Станом на 2010 «Новый мир» виходить на 256 сторінках. Крім новинок прози та поезії, журнал пропонує традиційні рубрики «Зі спадщини», «Філософія. Історія. Політика», «Далеке близьке», «Пори і звички», «Щоденник письменника», «Світ мистецтва», «Бесіди», «Літературна критика» (з підрубриками «Боротьба за стиль» і «По ходу тексту»), «Рецензії. Огляди», «Бібліографія», «Зарубіжна книга про Росію» та інше.
Редакція журналу щорічно вручає поетичну премію «Anthologia», установлену в лютому 2004 року у вигляді почесних дипломів, що відзначають досягнення сучасної російської поезії.
Головним редактором є Андрій Василевський. Відповідальний секретар прозаїк Михайло Бутов. Руслан Кірєєв керує відділом прози. Відділ поезії очолює Олег Чухонцев, відділ критики — Ірина Роднянська, історико-архівний відділ — Олександр Носов. Позаштатними членами редколегії (а нині Громадської ради) є Сергій Аверинцев, Віктор Астаф'єв, Андрій Бітов, Сергій Бочаров, Данило Гранін, Борис Єкимов, Фазіль Іскандер, Олександр Кушнер, Дмитро Лихачов та інші поважні письменники.